# Bahar Shirvani
Bahar Shirvani (Şamaxı, 1835 - Tabriz, 1883) est un poète azéri.